# Xylotachina
Xylotachina är ett släkte av tvåvingar. Xylotachina ingår i familjen parasitflugor.
Kladogram enligt Catalogue of Life och Dyntaxa:
| Xylotachina | \| \| Xylotachina diluta \| \| \| \| \| \| Xylotachina vulnerans \| \| \| \| |
|             | \| \| Xylotachina diluta \| \| \| \| \| \| Xylotachina vulnerans \| \| \| \| |
|             | Xylotachina diluta                                                           |
|             |                                                                              |
|             | Xylotachina vulnerans                                                        |
|             |                                                                              |